# Luitpoldinger
Les Luitpoldinger est une dynastie franque qui régna sur le duché de Bavière de 907 à 985. Ils seraient les ancêtres directs des Wittelsbach qui furent ducs puis rois de Bavière de 1180 à 1918.

## Fondation
Le nom Luitpoldinger vient du fondateur de la dynastie, Léopold de Bavière, dont le prénom original est une traduction française de Luitpold.

## Filiation
- Léopold de Bavière (mort en 907), margrave de Carinthie et de Haute-Pannonie, comte du Nordgau.
  - Arnulf Ier, duc de Bavière de 907 à 937, dut accepter la suzeraineté du roi Henri l'Oiseleur en 921.
    - Eberhard, duc de Bavière de 937 à 938, déposé et interdit par l'empereur Otton Ier
    - Arnulf II (913 – 954), comte palatin bavarois à partir de 938
      - Berthold de Reisensburg (930 – 999), comte palatin bavarois

    - Judith, duchesse de Bavière (925 – 985), mariée à Henri Ier, frère cadet du roi Otton Ier, duc de Lotharingie 939 – 940, duc de Bavière de 948 jusqu’à sa mort en 955

  - Berchtold de Nordgau, duc de Bavière sur la déposition de son neveu Eberhard en 938 jusqu’à sa mort en 947
    - Henri le Jeune, duc de Carinthie 976 – 978 et 985 – 989, duc de Bavière de 983 à 985
      - Othon Ier de Scheyern, fondateur de la maison de Wittelsbach